# Marc Cubells i Ballarín
Marc Cubells i Ballarín (Tarragona, 2 d'abril de 1972) és un escafandrista i empresari català.
Membre de la Societat d'Exploracions Submarines de Tarragona, va destacar com a càmera submarí en la producció i realització de documentals, publicitat, videoclips i reportatges televisius. Formant equip amb el seu pare, va participar en competicions d'àmbit estatal i internacional de vídeo submarí guanyant, entre d'altres, el festival d'Antibes (1996), sis Campionats de Catalunya, tres d'Espanya i un Mundial (2005). En reconeixement dels seus èxits, va rebre la insígnia d'or al mèrit esportiu de la ciutat de Tarragona.